# Spila
Spila este un sat din comuna Nikšić, Muntenegru. Conform datelor de la recensământul din 2003, localitatea are 58 de locuitori (la recensământul din 1991 erau 72 de locuitori).

## Demografie
În satul Spila locuiesc 47 de persoane adulte, iar vârsta medie a populației este de 44,2 de ani (36,8 la bărbați și 51,3 la femei). În localitate sunt 17 gospodării, iar numărul mediu de membri în gospodărie este de 3,41.
|  |

| Demografie | Demografie | Demografie |
| An         | Locuitori  | Locuitori  |
| ---------- | ---------- | ---------- |
|            |            |            |
|            |            |            |
|            |            |            |
|            |            |            |
| 1948       | 312        |            |
| 1953       | 236        |            |
| 1961       | 154        |            |
| 1971       | 156        |            |
| 1981       | 105        |            |
| 1991       | 72         | 70         |
| 2003       | 58         | 58         |

| \| Componența etnică conform recensământului din 2003[2] \| Componența etnică conform recensământului din 2003[2] \| Componența etnică conform recensământului din 2003[2] \| Componența etnică conform recensământului din 2003[2] \| Componența etnică conform recensământului din 2003[2] \| \| ----------------------------------------------------- \| ----------------------------------------------------- \| ----------------------------------------------------- \| ----------------------------------------------------- \| ----------------------------------------------------- \| \| \| \| \| \| \| \| Muntenegreni \| Muntenegreni \| \| 40 \| 68,96% \| \| Sârbi \| Sârbi \| \| 18 \| 31,03% \| \| necunoscută \| necunoscută \| \| 0 \| 0% \| |              |  |    |        |
| Componența etnică conform recensământului din 2003 |              |  |    |        |
| |              |  |    |        |
| Muntenegreni | Muntenegreni |  | 40 | 68,96% |
| Sârbi | Sârbi        |  | 18 | 31,03% |
| necunoscută | necunoscută  |  | 0  | 0%     |